# Sinimbu
Sinimbu, amtlich portugiesisch Município de Sinimbu, ist eine Gemeinde im südbrasilianischen Bundesstaat Rio Grande do Sul.
Die Bevölkerungszahl wurde zum 1. Juli 2021 auf 10.152 Einwohner geschätzt, die auf einer Gemeindefläche von rund 510 km² leben und Sinimbuenser (sinimbuenses) genannt werden. Der überwiegende Teil der Bevölkerung lebt im ländlichen Raum. Die Gemeinde steht an 165. Stelle der 497 Munizips des Bundesstaates. 
Die Stadt ist stark von deutschen Einwanderern geprägt. Der größte Teil der heutigen Bevölkerung, etwa 65 %, ist deutscher Herkunft.

## Geographie
Umliegende Gemeinden sind Santa Cruz do Sul, Vera Cruz, Vale do Sol, Herveiras, Passa-Sete, Lagoão, Gramado Xavier, Boqueirão do Leão und Venâncio Aires.
Die Hauptstadt Porto Alegre ist 169 km entfernt. 

## Geschichte
Der erste deutsche Einwanderer der in Sinimbu ankam war Joo Backes, der Mitte des 19. Jahrhunderts das Grundstück Nummer 35 erhielt. Peter Claas mit Familie aus Hundheim und seine Nichte A.Catharina Claas mit ihrem Mann Heinrich-Peter Hölz aus Biebern im Hunsrück siedelten sich im September 1857 in der Nähe von Sinimbu am Rio Pardinho an.
Am 22. November 1919 wurden Teile der Gemarkung von Sinimbu überschwemmt. Die ältesten Bewohner konnten sich nicht erinnern, dass der Rio Pardinho jemals so groß war. Ungeheuer groß war der Schaden und die Not der Bewohner der Tiefländer im ganzen Munizip (Bezirk). Viele Häuser, Stallungen und andere Gebäude spülte das Wasser einfach weg. Vieh, ein Pferd, Kühe, Rinder, Schweine und Hühner ertranken. Und was noch schlimmer war, die armen Menschen die dabei umkamen. Das beste Ackerland, die Tiefebenen von Sinumbu und Rio Pardinho wurden auf lange Zeit verwüstet.
Im April 1905 wurde der Ort Sinimbu ein Bezirk von Santa Cruz do Sul. Der erste Emanzipationsversuch fand 1987 statt, wurde aber erst mit der Volksabstimmung vom 10. November 1991 vollzogen.

## Namensherkunft

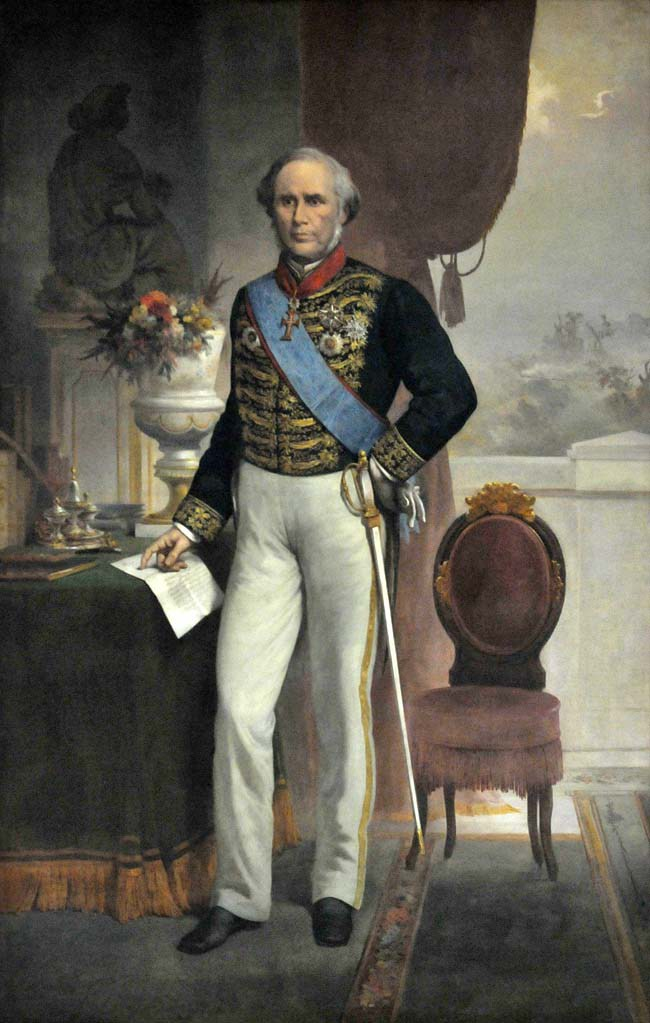
João Lins Vieira Cansanção de Sinimbu

Bis heute ist nicht bekannt woher der Name Sinimbu stammt, es gibt verschiedene Versionen. Am ehesten ist die Version, dass der Ort nach dem Grafen João Lins Vieira Cansanção de Sinimbu, dem ehemaligen Präsident der Provinz Rio Grande do Sul, benannt ist.

## Kommunalpolitik
Bei der Kommunalwahl 2016 wurde Sandra Marisa Roesch Backes von den Democratas (DEM) zur Stadtpräfektin gewählt. Backes wurde bei der Kommunalwahl 2020 für die Amtszeit von 2021 bis 2024 wiedergewählt.

## Kultur und Sehenswürdigkeiten
Die Gemarkung der Gemeinde zeichnet sich durch zahlreiche Naturschönheiten aus. Durch ihre kulturellen und historischen Merkmale weist sie sich zu einer großen Touristenattraktionen im ländlichen, kolonialen und Freizeittourismus aus.